# (4041) Miyamotoyohko
(4041) Miyamotoyohko ist ein Hauptgürtelasteroid, der am 19. Februar 1988 von Takuo Kojima vom Observatorium in Chiyoda aus entdeckt wurde.
Der Asteroid wurde am 24. Dezember 1996 nach Yohko Miyamoto benannt, der Ehefrau des japanischen Amateur-Astronomen Yukio Miyamoto.